# Senuseret III
Senuseret III (gr. Sesostris, Sezostris) – władca starożytnego Egiptu z XII dynastii, z czasów Średniego Państwa. Prawdopodobnie panował kilka miesięcy wraz ze swym ojcem w 1872 p.n.e., samodzielnie w latach 1872–1853 p.n.e., a także wraz ze swym synem Amenamhatem III kilka miesięcy w 1853 roku p.n.e.
We wszystkich swych dokonaniach, Senuseret był władcą zdecydowanym i bezkompromisowym, wytrwale dążącym do wyznaczonego celu. Niezłomna wola króla oraz jego twardy, surowy charakter, jednocześnie wraz z jego wojowniczą naturą, stały się fundamentem rozwoju gospodarczego i militarnego Egiptu, a co za tym idzie podniesienie jego znaczenia na arenie międzynarodowej.
Wszelkie działania Senusereta, których dokonał w czasie swego panowania, stawiają go w szeregu wybitnych władców Egiptu.

## Życiorys
Był synem Senusereta II. Rządy tego władcy uważane są za przełomowe ze względu na gruntowną przebudowę struktur państwa jakie się wówczas dokonały.
Kontynuował reformę systemu administracyjnego, zapoczątkowaną przez poprzedników. Dokonał zdecydowanych zmian, kładąc kres potędze lokalnych dostojników, którzy z biegiem czasu przekształcili się w lokalnych, dziedzicznych władców. Zlikwidował stanowisko nomarchy, robiąc tylko jeden, jedyny wyjątek. Pozostawił mianowicie na urzędzie Uahka II z Antajupolis, który sprawował swą władzę aż do czasów Amenemhata III. Nowy system administracyjny dawał władzę nad Egiptem rządowi, w skład którego wchodził wezyr oraz trzej namiestnicy. Jeden dla Dolnego, drugi dla Górnego Egiptu, a trzeci dla Elefantyny i Dolnej Nubii. Namiestnicy sprawowali władzę mając do pomocy zastępców i radę. Rada wydawała polecenia i rozkazy, przekazując je funkcjonariuszom, a ci z kolei przekazywali je do wykonania pisarzom. Reforma ta doprowadziła do utraty wpływów arystokracji, na rzecz klasy średniej, na której teraz Senuseret oparł swą władzę, nawiązując tym samym do czasów XI dynastii.

## Wyprawy wojenne
Władca poprowadził kilka wypraw wojennych do Kusz, przesuwając granice państwa aż do terenów dzisiejszego Sudanu. Wyprawy odbyły się w ósmym, dziesiątym i szesnastym roku panowania. Aby podkreślić swoje zwycięstwo rozkazał wybudowanie zespołu fortów na terenie Dolnej Nubii.
W celu usprawnienia żeglugi na Nilu, rozkazał powiększyć kanał w okolicy Asuanu, zbudowany niegdyś przez Merenre, za czasów VI dynastii. Granica została ufortyfikowana siecią ośmiu twierdz pomiędzy Semna i Buhen. Spośród nich twierdze w Semna, Kumma oraz Uronarti są obecnie najlepiej zachowanymi do naszych czasów przykładami starożytnej architektury fortyfikacyjnej w Egipcie.
Senuseret odbył również wyprawę do Syropalestyny przeciwko plemionom koczowniczym, gromiąc przeciwników i zajmując po drodze wiele miast. Była to pierwsza kampania, mającą na celu rozszerzenie wpływów egipskich na te tereny.
Zakres działań wojennych prowadzonych przez Senusereta stał się powodem powstania wręcz legendarnej sławy tego władcy, która przetrwała wiele stuleci, a odżyła w czasach Totmesa III, który wybudował świątynię Senusereta III w Semna.

## Pochówek
Faraon pochowany został w piramidzie w Dahszur, położonej na północ od piramidy Amenemhata II. W obrębie jego kompleksu grobowego znajdują się także groby jego żon i córek. Prace wykopaliskowe wokół piramidy Senusereta prowadził w latach 1894–1895 Jacques de Morgan.

## Tytulatura
| G5 |

| G5 |

| R8 | L1 | G43 |

| R8 | L1 | G43 |

| R8 | L1 | G43 |

| R8 | L1 | G43 |

| G5 |

| G5 |

| R8 | L1 | G43 |

| R8 | L1 | G43 |

| R8 | L1 | G43 |

| R8 | L1 | G43 |

| G16 |

| G16 |

| R8 | F31 | G43 | X1 |

| R8 | F31 | G43 | X1 |

| R8 | F31 | G43 | X1 |

| R8 | F31 | G43 | X1 |

| G16 |

| G16 |

| R8 | F31 | G43 | X1 |

| R8 | F31 | G43 | X1 |

| R8 | F31 | G43 | X1 |

| R8 | F31 | G43 | X1 |

| M23 · X1 | L2 · X1 |

| M23 · X1 | L2 · X1 |

| N5 | N28 | D28 · D28 · D28 |

| N5 | N28 | D28 · D28 · D28 |

| N5 | N28 | D28 · D28 · D28 |

| N5 | N28 | D28 · D28 · D28 |

| M23 · X1 | L2 · X1 |

| M23 · X1 | L2 · X1 |

| N5 | N28 | D28 · D28 · D28 |

| N5 | N28 | D28 · D28 · D28 |

| N5 | N28 | D28 · D28 · D28 |

| N5 | N28 | D28 · D28 · D28 |

| G39 | N5 |

| G39 | N5 |

| F12 | S29 | D21 · X1 | O34 · N35 |

| F12 | S29 | D21 · X1 | O34 · N35 |

| F12 | S29 | D21 · X1 | O34 · N35 |

| F12 | S29 | D21 · X1 | O34 · N35 |

| G39 | N5 |

| G39 | N5 |

| F12 | S29 | D21 · X1 | O34 · N35 |

| F12 | S29 | D21 · X1 | O34 · N35 |

| F12 | S29 | D21 · X1 | O34 · N35 |

| F12 | S29 | D21 · X1 | O34 · N35 |